# Okohybný nerv
Okohybný nerv (latinsky: nervus oculomotorius), jinak též III. hlavový nerv, je jeden z hlavových nervů. Je to smíšený nerv, který obsahuje dva druhy nervových provazců: somatomotorická vlákna ovládají okohybné svaly, zatímco visceromotorická vlákna jsou součástí parasympatické části vegetativního systému.

## Větve
Tento nerv vychází z několika mozkových jader ve středním mozku, následně z mozku vychází skrz sulcus nervi oculomotorii a prochází do očnice skrz otvor zvaný fissura orbitalis superior. V očnici se následně okohybný nerv větví na celou řadu vláken, jež směřují k jednotlivým svalům:
- ramus superior – inervuje zdvihače horního víčka (m. levator palpebrae superior) a horní přímý sval (m. rectus superior)
- ramus inferior – motorické a parasympatické provazce, motorická část inervuje vnitřní přímý sval (m. rectus medialis), dolní přímý sval (m. rectus inferior) a dolní šikmý sval (m. obliquus inferior); dále vysílá parasympatická vlákna směřující k ganglion ciliare, kde se signál přepojuje na postgangliová vlákna (jež inervují svěrač zornice [m. sphincter pupillae] a ciliární sval [m. ciliaris]).

## Funkce
Okohybný nerv umožňuje celou řadu očních pohybů, konvergenci očí, zužování zornice (v souvislosti s m. sphincter pupillae) a akomodaci čočky (v souvislosti s m. ciliaris).